# 아미라 벤 샤반
아미라 벤 샤반(아랍어: أميرة بن شعبان, 프랑스어: Amira Ben Chaabane, 1990년 5월 29일~)은 튀니지의 사브르 펜싱 선수이다. 튀니스 출신이다. 그녀는 2012년 하계 올림픽에서 튀니지를 대표로 여자 사브르 개인전에 출전하였다. 그러나, 그녀는 32강전에서 중국의 천샤오둥에게 12-15로 패하며 탈락하였다.
2012년 4월, 그녀는 아프리카 선수권 대회에서 준우승을 차지하였다.